# Shane Kelly
Shane Kelly, född den 7 januari 1972 i Ararat, Australien, är en australisk tävlingscyklist som bland annat tog brons i keirincyklingen vid olympiska sommarspelen 2004 i Aten. Han är svåger till Ryan Bailey.